# La pietra dei sogni
La pietra dei sogni (The Dreamstone) è una serie televisiva animata britannica del 1990 composta da 4 stagioni di 13 episodi ciascuna. È stata trasmessa in Italia a partire dal 1994, prima su Rai 1 all'interno del contenitore La banda dello Zecchino e successivamente su Telemontecarlo nel programma Zap Zap.